# Fiodor Nemirovich
Fiodor Nemirovich –en bielorruso, Фёдор Немирович– (17 de febrero de 1983) es un deportista bielorruso que compitió en esgrima, especialista en la modalidad de sable. Ganó una medalla de plata en el Campeonato Europeo de Esgrima de 2007, en la prueba por equipos.

## Palmarés internacional
| Campeonato Europeo | Campeonato Europeo | Campeonato Europeo | Campeonato Europeo |
| Año                | Lugar              | Medalla            | Prueba             |
| ------------------ | ------------------ | ------------------ | ------------------ |
| 2007               | Gante (Bélgica)    | Medalla de plata   | Sable por equipos  |